# 정원 관광

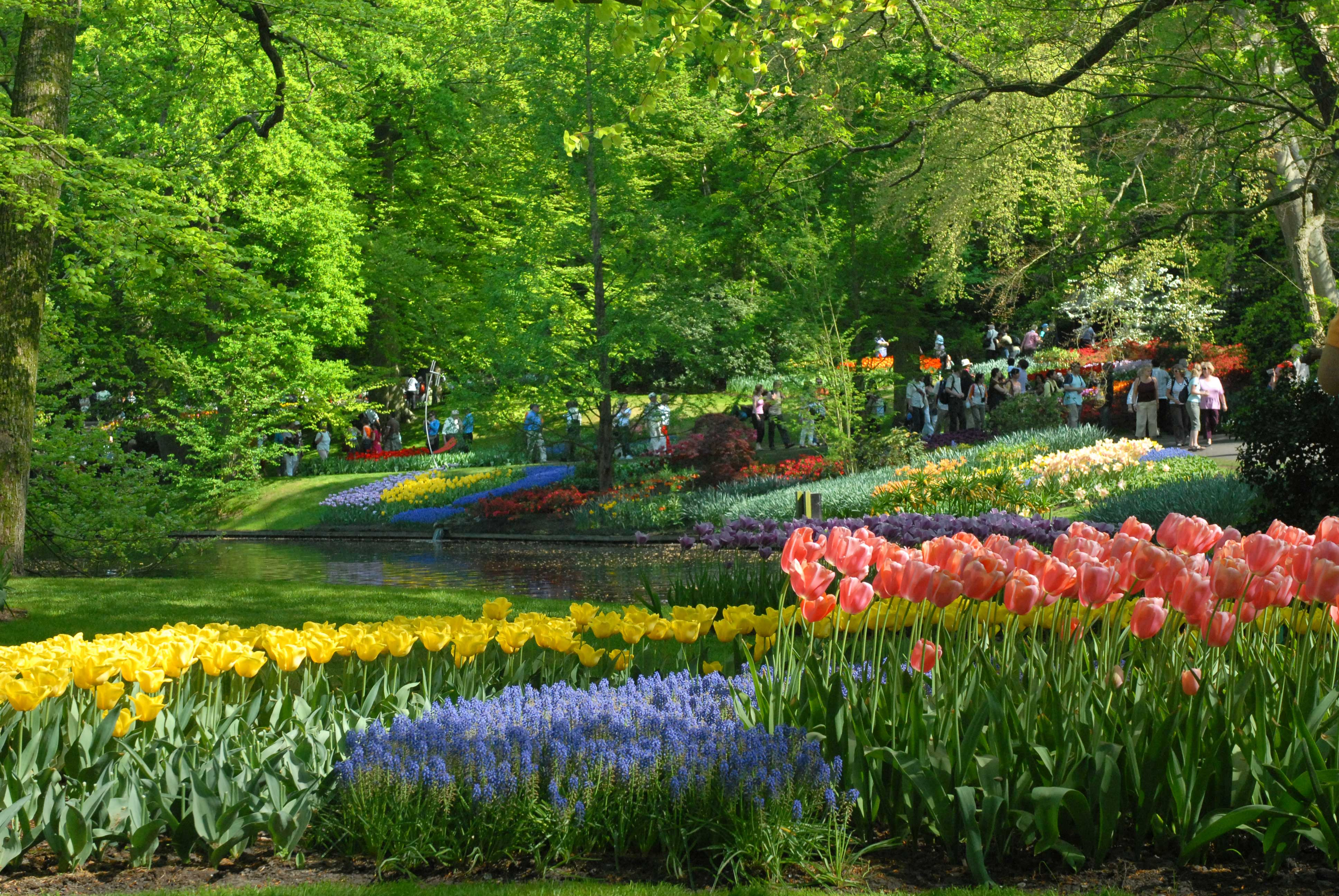
쾨켄호프 정원의 관광객들

정원 관광, 정원 여행, 가든 투어리즘(garden tourism)은 유명한 정원과 식물원, 정원 가꾸기 역사에서 중요한 장소를 방문하는 일종의 틈새 관광이다. 정원 관광객은 자신이 친숙한 국가로 개별적으로 여행하는 경우가 많지만, 언어, 여행 또는 정원 근처 숙박 시설을 찾는 데 어려움을 겪을 수 있는 국가의 조직적인 정원 투어에 참여하는 것을 선호하는 경우가 많다. 2000년에 알람브라와 타지마할은 모두 200만 명 이상의 방문객을 유치했다. 이는 조경 관리자에게 문제를 야기한다.
아마도 정원 관광의 가장 오래된 전통은 중국과 일본의 전통일 것이다. 두 나라 모두 일부 사원에는 유명한 정원이 있었고, 중국에서는 11세기에 약간의 비용을 내고 개인 정원을 방문할 수 있었다. 인도에서는 무덤과 모스크 주변의 많은 무굴식 정원을 방문할 수 있었고, 이슬람 세계 전체에서 일부 정원은 사실상 대중에게 공개된 공공 공원이었지만 다른 정원은 엄격하게 비공개로 유지되었다.
근대 초기 유럽에서는 일반적으로 대중이나 최소한 예의바른 옷을 입은 사람들이 왕궁 정원의 넓은 부분을 최소한 어느 정도 볼 수 있었던 반면, 다른 지역은 접근이 엄격히 제한된 "개인 정원"이었다. 동시에 식물원이 설립되어 기능의 중요한 부분으로 방문객의 관심을 끌었다. 18세기에는 가이드북과 정원 지도, 특별 여관을 갖춘 대규모 시골집 정원을 둘러보는 영국식 "정원 투어"가 확립되었다.
많은 관광 방문은 광범위한 일정이나 일회성 여행의 일부로 정원을 방문하지만 일련의 정원을 보는 데 전념하는 관광의 양은 훨씬 적다. 이런 종류의 정원 관광은 여전히 틈새 시장에 있는 상업 기업이다. 전 세계적으로 대중에게 가이드 투어를 제공하는 부티크 투어 운영업체의 수가 제한되어 있다.

## 자주 방문하는 일부 정원
- 시싱허스트 캐슬 가든과 스투어헤드 (잉글랜드)
- 베르사유궁, 지베르니, 빌랑드리성, 리바우 (프랑스)
- 쾨켄호프 (네덜란드)
- 마이나우섬 (독일)
- 빌라 데스테와 빌라 란테 (이탈리아)
- 알람브라 (스페인)
- 롱우드 가든과 필롤리 (미국)
- 타지마할 (인도)
- 료안지 (일본)

## 같이 보기
- 정원